# Старая крепость (Нахичевань)
Старая крепость, Кёхня-гала или Крепость Йезидабад (азерб.  — Köhnəqala, Yezidabad qalası) — древняя средневековая крепость на юго-востоке города Нахичевань. Предполагается, что крепость была построена по заказу сасанидского правителя Йездегерда III (632/633 — 651/652).

## История
Точная дата постройки крепости неизвестна. Во время исследований, проведённых на территории крепости в период с 1957 по 1959 год, были обнаружены такие археологические материалы, как фрагменты керамической посуды, каменные молотки. Из археологических исследований известно, что данные каменные орудия использовались в соляных копях в эпоху бронзы (III—II тысячелетие до нашей эры). Считается, что крепость была построена по заказу последнего шаха из династии Сасанидов Йездегерда III (632/633 — 651/652).
По сведениям турецкого путешественника Эвлия Челеби, в период нашествия монголов крепость была разрушена.
Крепость упоминали побывавшие в Нахичевани Шарден и Джон Фостер Фрезер. Крепость действовала XVIII века.
«Кавказский календарь» на 1852 год, перечисляя христианские и мусульманские памятники Нахичевани, относит Старую крепость города к мусульманским.

## Исследование
В 1827 году впервые в плане города Нахичевань Старая крепость была отмечена схематично. Согласно плану крепость состояла из двух частей: малая крепость Нарын-гала и Большая крепость.

### Большая крепость
Большая крепость была больше подвержена разрушениям. Площадь территории Большой крепости, напоминающей прямоугольник (185х400 м), составляла 74 000 м2. Развалины стен, построенных из толчёной глины и щебня, а также остатки зданий, построенных из розового и жёлтого цвета жженого кирпича квадратной формы, свидетельствуют об их принадлежности к средним векам. Большая крепость в соответствии с холмом, на котором она находится, в северо-восточной и северо-западной части построена в правильной форме, а в южной части — зигзагообразно. Выступающие влево усечения зигзагов завершаются конусообразными башнями размерами от 5,7 м до 9 м. Ширина оставшихся стен Большой крепости достигает 1 м, высота в некоторых местах — до 5 м. В западной части крепости находится мавзолей Ноя и другие постройки.
В части крепости, примыкающей к городу, видны остатки стен, построенных из толченой глины с примесью щебня, шириной от 3 м до 4 м.

### Нарын-гала
Нарын-гала построена позднее Большой крепости. Нарын-гала окружена башнями диаметром 10 м.
Предполагается, что ворота Нарын-галы находились в её западном углу вместе с башней. В западной части крепости сохранились опоясывающие город Нахичевань стены. В северо-восточной части крепости сохранились круглые башни.
В юго-западной части Нарын-галы находится пещера-убежище, где могли укрыться 300 человек. Для освещения и проникновения воздуха сверху пещеры были сделаны отверстия. Скрытый подземный ход, идущий от Нарын-галы, предположительно вел к реке Нахчыванчай. Протекающие под Нарын-галой кяхризыимели на территории крепости два колодца с водой. Один колодец находится в пещере.
Одной из особенностей крепости является нахождение между Большой крепостью и Нарын-галой узкого коридора шириной 22,5 м, называемого «каменная ловушка».

## Современное положение
В 2010 году начата реставрация. Установлена осветительная система, созданы озеленительные полосы. Реставрационные работы осуществлены также в пещере.
В 2013 году создан историко-архитектурный музейный комплекс. В музее представлены хозяйственный кувшин V тысячелетия до нашей эры, предметы быта V-III тысячелетий до нашей эры, керамические изделия, относящиеся к позднему бронзовому и раннему железному веку, инструменты из меди, надгробные памятники, оружие, элементы бронеодежды.
В музее выставлены также ковры и национальная одежда к XIX века.